# Прибережні ліси північного сходу США
Прибережні ліси північного сходу США (ідентифікатор WWF: NA0411) — неарктичний екорегіон помірних широколистяних та мішаних лісів, розташований на північному сході США.

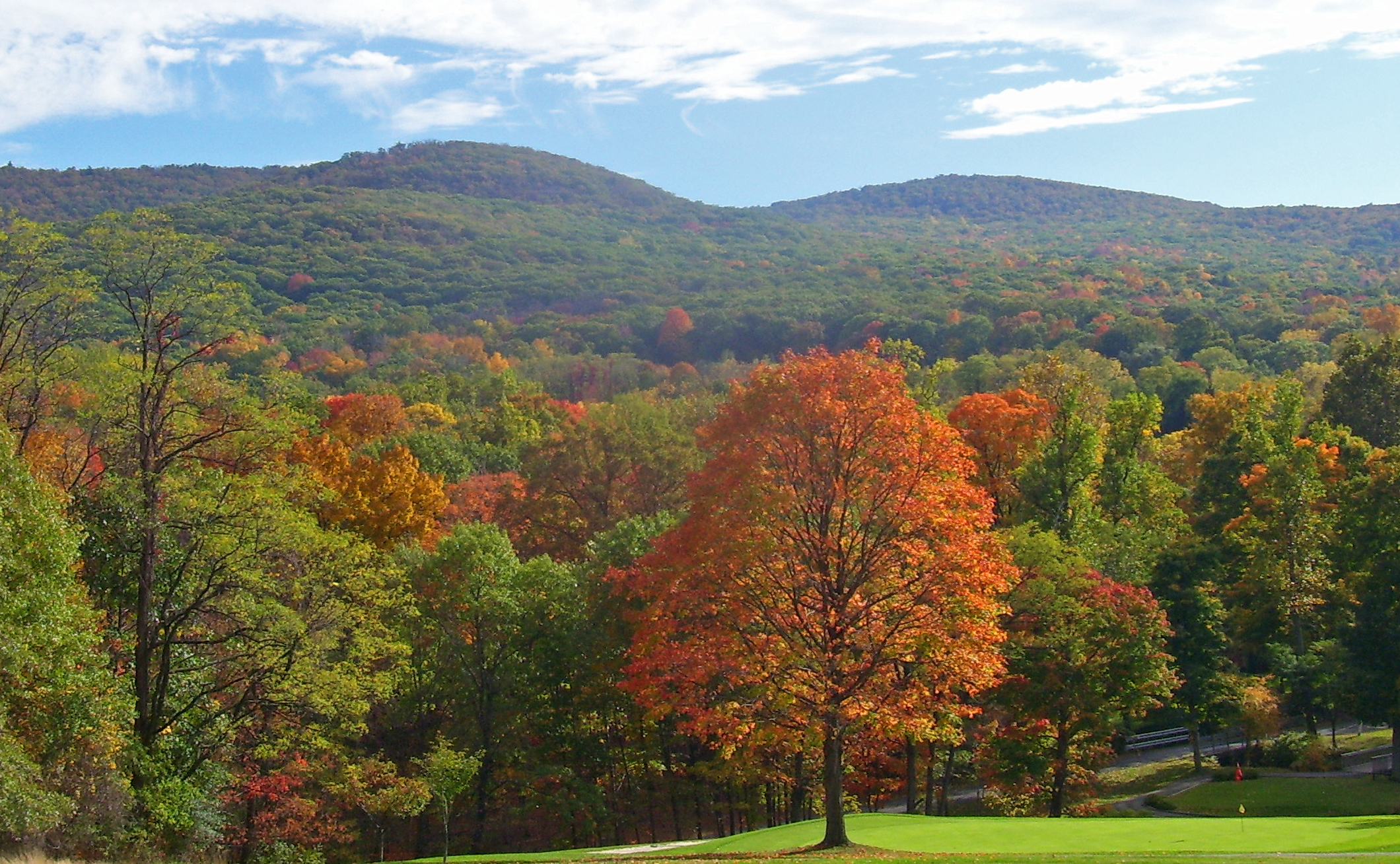
Ліс Ліс Блек-Рок в штаті Нью-Йорк

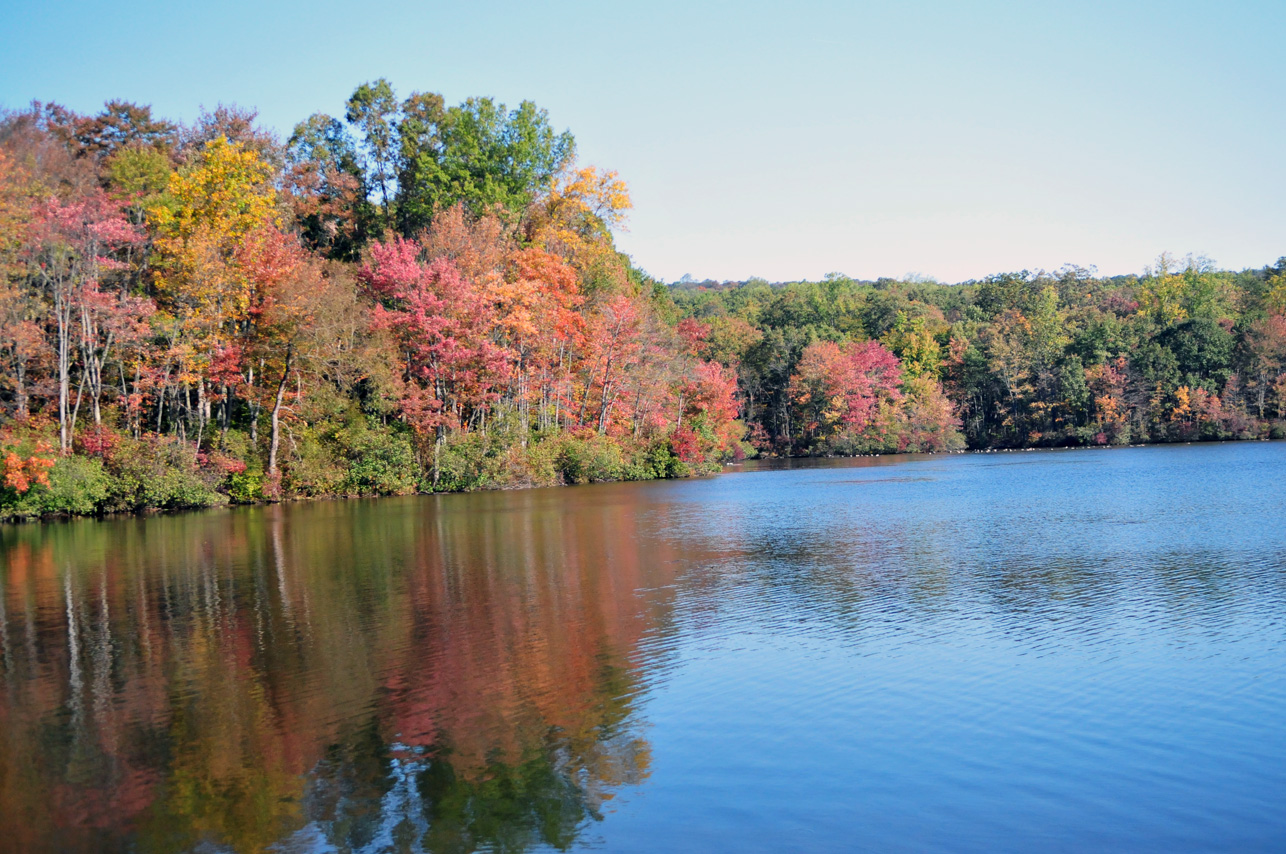
Ліс Великий ліс Хоупвелл в штаті Пенсільванія

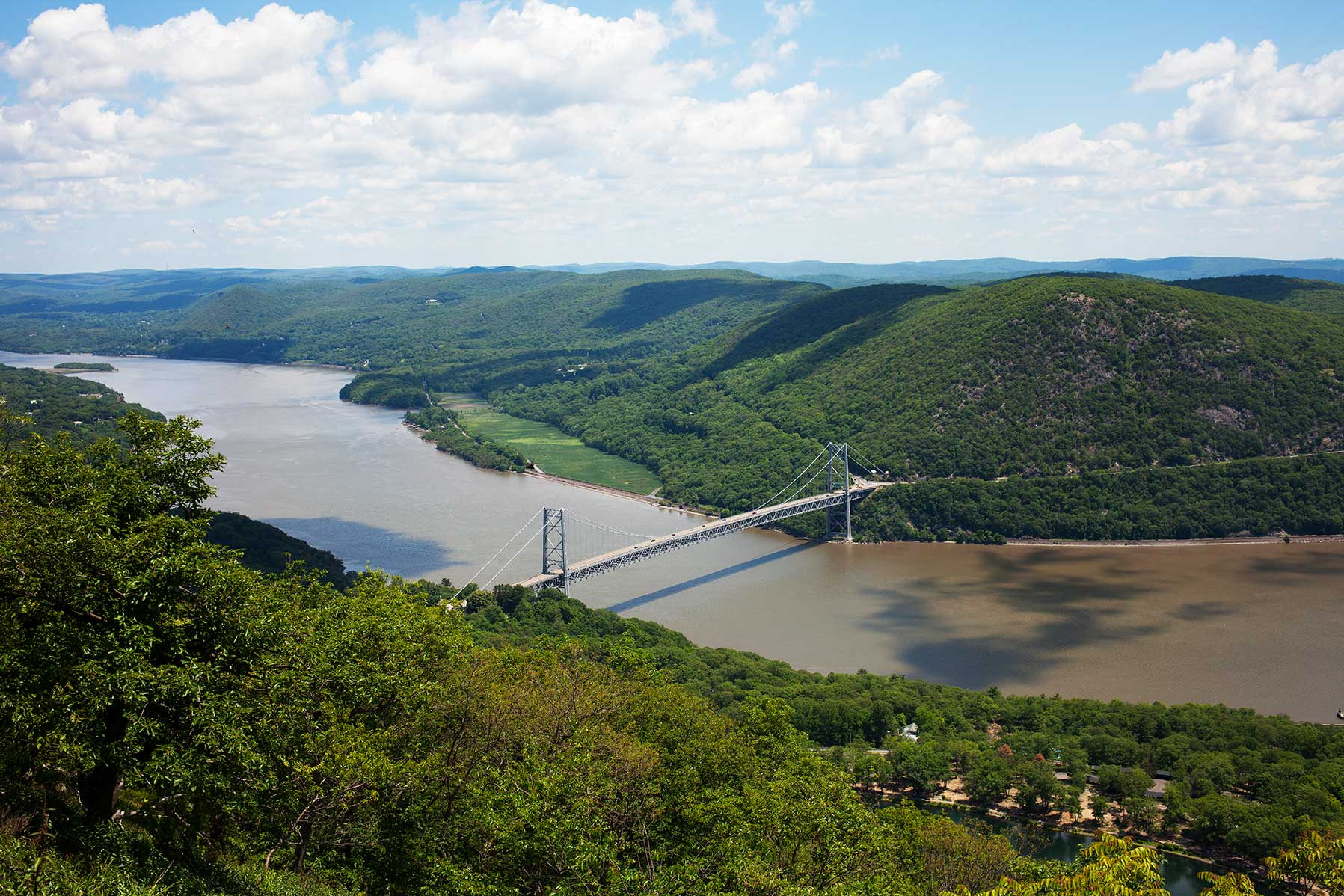
Долина річки Гудзон в штаті Нью-Йорк

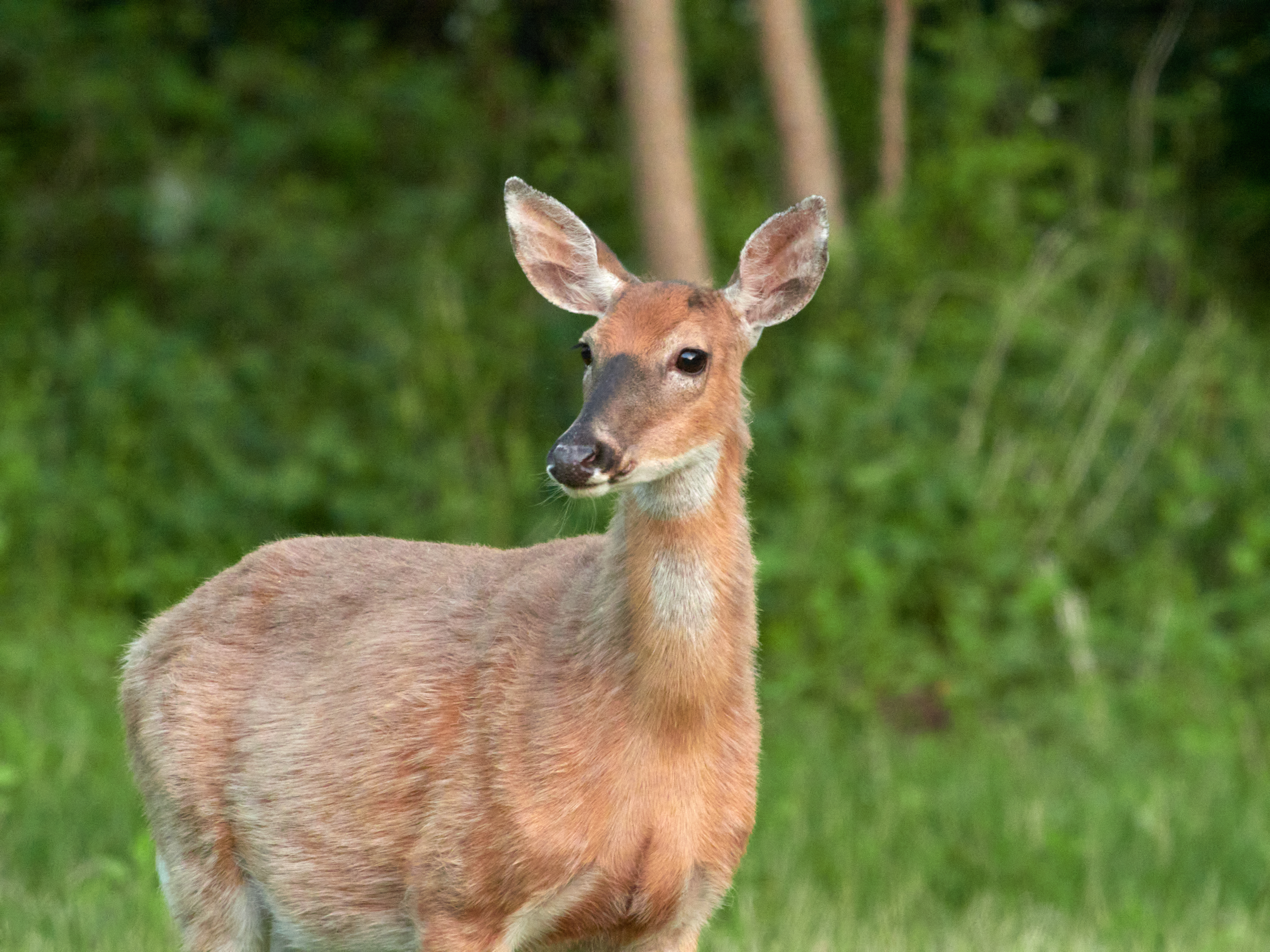
Білохвостий олень (Нью-Йорк)

## Географія
Екорегіон прибережних лісів північного сходу США охоплює прибережні райони північного сходу США. Він простягається від південно-західного Мена, південно-східного Нью-Гемпшира, східного Массачусетса та Род-Айленда на південь через Коннектикут, Нью-Йорк та Нью-Джерсі до південно-східної Пенсільванії, північного Делавера та північного Меріленда. Рельєф регіону представлений Атлантичними низовинами, що лежать на висоті до 100 м над рівнем моря і простягаються від узбережжя Атлантичного океану вглиб континенту на 50-100 км. З геологічної точки зору їх основу складають крейдові та кайнозойські осадові породи. На заході ці рівнини переходять у різкий уступ, за яким лежать плато Підмонту — східних передгір'їв Аппалачів. Рельєф Підмонту представлений горбистими рівнинами, що лежать на висоті від 50 до 300 м над рівнем моря. Крім того, екорегіон включає долину річки Гудзон, яка протікає на південному сході Нью-Йорка, та долину річки Коннектикут, яка протікає на кордоні Вермонту та Нью-Гемпшира.
На північ від регіону поширені ліси Нової Англії та Акадії, на захід — ліси Аллеганської височини та ліси Аппалачів і Блакитного хребта, а на південь — мішані ліси південного сходу США та прибережні ліси Середньоатлантичних Штатів. У деяких районах, що лежать на узбережжі Атлантичного океану, екорегіон оточує анклави соснових борів атлантичного узбережжя.

## Клімат
Оскільки екорегіон простягається через території одинадцяти штатів та вирізняється значним широтним діапазоном, характеристики клімату в різних його частинах значно відрізняються. На півночі екорегіону (від Мена до Коннектикута) переважає вологий континентальний клімат (Dfa або Dfb за класифікацією кліматів Кеппена), а на півдні регіону — вологий субтропічний клімат (Cfa за класифікацією Кеппена). Влітку в регіоні трапляються зливи та грози, а взимку шторми, дощі та снігопади.

## Флора
Рослинний покрив екорегіону переважно представлений дубовими лісами, подібними до тих, що зустрічаються в Аппалачах, основу яких складають червоні дуби (Quercus rubra), білі дуби (Quercus alba). До початку XX століття американський каштан (Castanea dentata) був настільки екологічно та комерційно важливим видом в екорегіоні, що його ліси називали дубово-каштановими. Грибкова хвороба, викликана Cryphonectria parasitica, швидко поширилася в цих лісах у 1904 році і призвела до загибелі більшості каштанів у Новій Англії за наступні 20 років та в південній частині екорегіону до 1940 року. Хоча каштани після цього почали рясно проростати з коренів, за більш ніж півстоліття небагато дерев вижили і досягли достатніх розмірів, щоб становити основу лісового намету у зрілих лісових насадженнях.
Основу дубових лісів екорегіону складають червоні дуби (Quercus rubra), білі дуби (Quercus alba) та чорні дуби (Quercus velutina). Серед інших дерев, що зустрічаються в цих лісах, слід відзначити гікорі (Carya spp.), червоний клен (Acer rubrum), цукровий клен (Acer saccharum), американський ясен (Fraxinus americana), американське тюльпанне дерево (Liriodendron tulipifera), великолистий бук (Fagus grandifolia), пізню черемху (Prunus serotina), вишневу березу (Betula lenta), чорні тупело (Nyssa sylvatica) та американський в'яз (Ulmus americana). В підліску дібров росте квітучий кизил (Cornus florida), чагарники кленолистої горобини (Viburnum acerifolium), звичайної ліндери (Lindera benzoin) та віргінського чарівного горіха (Hamamelis virginiana). У лісах, що ростуть на піщаних або кислих ґрунтах зустрічаються кущі широколистої кальмії (Kalmia latifolia), блідої чорниці (Vaccinium pallidum), чорної гекльберрі (Gaylussacia baccata) та болотяної азалії (Rhododendron viscosum). Серед трав'янистих рослин, що ростуть в дубових лісах, слід відзначити американську мандрагору (Podophyllum peltatum).
У долинах на півночі екорегіону зустрічаються тсуґово-широколистяні ліси, основу яких складають цукрові клени (Acer saccharum), жовті берези (Betula alleghaniensis) та великолисті буки (Fagus grandifolia), а також хвойні канадські тсуґи (Tsuga canadensis) та сосни Веймута (Pinus strobus). На північному сході в лісах можуть співдомінувати червоні ялини (Picea rubens). Серед інших дерев, що зустрічаються в цих лісах, слід відзначити червоний дуб (Quercus rubra), американське тюльпанне дерево (Liriodendron tulipifera), пізню черемху (Prunus serotina) та вишневу березу (Betula lenta), а також американський хмелеграб (Ostrya virginiana).
На сухих ділянках Північного Підмонту, на суглинкових або піщаних ґрунтах зустрічаються сухі дубово-соснові ліси. Основу цих лісів складають різні види дубів та сосен, як правило, каштанові дуби (Quercus montana), віргінські сосни (Pinus virginiana) та сосни Веймута (Pinus strobus), але іноді також білі дуби (Quercus alba) або шарлатові дуби (Quercus coccinea). Різне співвідношення дубів та сосен в лісах призводить до формування дубових, соснових або мішаних дубово-соснових лісів. В їх доволі щільному підліску поширені чагарники блідої чорниці (Vaccinium pallidum), чорної гекльберрі (Gaylussacia baccata) та широколистої кальмії (Kalmia latifolia) .
Основу лісів, що ростуть на скелястих вершинах пагорбів Підмонту, складають смолисті сосни (Pinus rigida) та віргінські сосни (Pinus virginiana), часто разом з каштановими дубами (Quercus montana), ведмежими дубами (Quercus ilicifolia), червоними дубами (Quercus rubra) та шарлатовими дубами (Quercus coccinea). Тут часто можна зустріти молоді американські каштани (Castanea dentata). На північному сході в цих лісах зустрічаються віргінські яловці (Juniperus virginiana) та американські хмелеграби (Ostrya virginiana). В підліску поширені чагарники та злакові трав'янисті рослини, особливо під листяними деревами.
На покинутих полях та інших раніше розчищених ділянках зустрічаються вторинні ліси, основу яких складають паперові берези (Betula papyrifera), сірі берези (Betula populifolia) та американські осики (Populus tremuloides). Одними з перших дерев, що заселяють ці території, є віргінські яловці (Juniperus virginiana).
На приатлантичних рівнинах екорегіону зустрічається багато боліт та інших водно-болотних угідь. Там, де стояча вода присутня більшу частину року, поширені зарості звичайного очерету (Phragmites australis) та рогозу (Typha spp.). В заплавах, де стояча вода присутня лише деяку частину року, ростуть червоні клени (Acer rubrum), американські ясени (Fraxinus americana), американські в'язи (Ulmus americana), чорні тупело (Nyssa sylvatica), болотяні дуби (Quercus palustris), двоколірні дуби (Quercus bicolor) та сріблясті клени (Acer saccharinum). Також на болотах зустрічається звичайна ліндера (Lindera benzoin) та скунсова капуста (Symplocarpus foetidus).
В екорегіоні спостерігається перехід від дубових та дубово-гікорієвих лісів, поширених південніше, до північних широколистяних лісів, поширених північніше та західніше. Тут досягають північної межі свого поширення багато південних видів, таких як американські амброві дерева (Liquidambar styraciflua), чорні берези (Betula nigra), південні червоні дуби (Quercus falcata) та червоні шовковиці (Morus rubra)
Основними факторами порушень в лісах екорегіону є урагани та пожежі. Корінні американці розпалювали пожежі в лісах ще за 9000 років до прибуття європейських колоністів. Вони створювали відкриті лісові насадження, схожі за структурою на парки, які приваблювали диких тварин, сприяли росту цінних ґрунтопокривних рослин, а також полегшували пересування та покращували видимість при полюванні. Сильні шторми, особливо на півдні регіону, призводять до масштабних вітроломів, після яких ліс відновлюється століття або довше. Іншим фактором порушень в регіоні є крижані бурі.

## Фауна
Фауна екорегіону вирізняється високим різноманіттям. Тут зустрічаються 63 види ссавців та понад 250 видів птахів. Серед поширених в екорегіоні ссавців слід відзначити барибала (Ursus americanus), звичайну лисицю (Vulpes vulpes), сіру лисицю (Urocyon cinereoargenteus), руду рись (Lynx rufus), довгохвосту ласицю (Neogale frenata), смугастого скунса (Mephitis mephitis), американського зайця (Lepus americanus), флоридського кролика (Sylvilagus floridanus), червону вивірку (Tamiasciurus hudsonicus), сіру вивірку (Sciurus carolinensis), звичайного ракуна (Procyon lotor), лісового бабака (Marmota monax), східного бурундука (Tamias striatus), південну літягу (Glaucomys volans) та віргінського опосума (Didelphis virginiana). На берегах річок та озер поширені канадські бобри (Castor canadensis), канадські видри (Lontra canadensis), річкові візони (Neogale vison) та болотяні ондатри (Ondatra zibethicus). На півночі регіону іноді зустрічаються східні лосі (Alces alces americana). Майже ендемічними представниками екорегіону є рідкісні новоанглійські кролики (Sylvilagus transitionalis).
Внаслідок того, що східні вовки (Canis lupus lycaon) та північноамериканські пуми (Puma concolor couguar) були винищені в регіоні, популяція білохвостих оленів (Odocoileus virginianus) різко збільшилась. В середині XX століття місце вовків зайняли койоти (Canis latrans), колонізувавши Атлантичний північний схід Північної Америки. Морські візони (Neogale macrodon), які раніше зустрічалися на узбережжі затоки Мен, повністю вимерли наприкінці XIX століття.
Серед поширених в екорегіоні птахів слід відзначити віргінську перепелицю (Colinus virginianus), американського орябка (Bonasa umbellus), великого індика (Meleagris gallopavo), північну зенаїду (Zenaida macroura), канадського дрімлюгу (Antrostomus vociferus), каролінку (Aix sponsa), віргінського пугача (Bubo virginianus), неоарктичну сову (Strix varia), ширококрилого канюка (Buteo platypterus), чорнодзьобого кукліло (Coccyzus erythropthalmus), каролінську гілу (Melanerpes carolinus), рубіновогорлого колібрі (Archilochus colubris), берегову ворону (Corvus ossifragus), блакитну сизойку (Cyanocitta cristata), лісового піві (Contopus virens), чубатого копетона (Myiarchus crinitus), гострочубу синицю (Baeolophus bicolor), каролінського повзика (Sitta carolinensis), балтиморського трупіала (Icterus galbula), строкатого пісняра (Mniotilta varia), соснового пісняра-лісовика (Setophaga pinus), білобрового смугастовольця (Parkesia motacilla), оливкового смугастовольця (Seiurus aurocapilla), жовтоголового червоїда (Vermivora cyanoptera), бурого дрозда-короткодзьоба (Catharus fuscescens), мандрівного дрозда (Turdus migratorius), лісового дрозда (Hylocichla mustelina), східного блакитника (Sialia sialis), золотого чижа (Carduelis tristis) та червоного кардинала (Cardinalis cardinalis). На узбережжі Атлантичного океану зустрічаються приморські багновці (Ammospiza maritima) та майже ендемічні гострохвості багновці (Ammospiza caudacuta).
Герпетофауна екорегіону включає американську ропуху (Anaxyrus americanus), торф'яникову черепаху (Glyptemys muhlenbergii), каролінську коробчасту черепаху (Terrapene carolina), кайманову черепаху (Chelydra serpentina), східного полоза (Pantherophis alleghaniensis), звичайну підв'язкову змію (Thamnophis sirtalis), східну підв'язкову змію (Thamnophis sauritus), північного американського вужа (Nerodia sipedon), мідноголову мокасинову змію (Agkistrodon contortrix) та лісового гримучника (Crotalus horridus).

## Збереження
Ліси північного сходу США були першими на континенті, які постраждали від масової вирубки, оскільки саме з цієї території почалася колонізація Північної Америки. Наразі територія екорегіону є однією з найбільш густонаселених в Сполучених Штатах Америки. Тут розташовані такі міста, як Нью-Йорк (найбільше місто США, в якому живе понад 8,8 млн людей), Філадельфія (понад 1,6 млн людей) та Бостон (понад 675 тисяч людей). Більша частина природного рослинного покриву екорегіону була знищена, а решта значно фрагментована. Основною загрозою для збереження природи регіону є ріст людської популяції та пов'язане з цим розширення передмість.
Близько 3,8 % площі екорегіону є заповідними територіями. Природоохоронні території включають: 
- Державний парк Беар-Брук[en] та Державний парк Потакеуей[en] в штаті Нью-Гемпшир;
- Державний парк Вомпатук[en], Державний парк Бордерленд[en], Національний природний заповідник річки Паркер[en], Державний ліс Дуглас[en], Державний ліс Фрітаун[en] та Болото Хокомок[en] в штаті Массачусетс;
- Державний парк Лінкольн-Вудс[en] та Заповідник Аркадія[en] в штаті Род-Айленд;
- Державний ліс Мешомасік[en], Державний ліс Натчауг[en], Державний ліс Пачауг[en] та Єльсько-Маєрський ліс[en] в штаті Коннектикут;
- Державний парк Ведмежої гори[en], Державний парк Кларенс-Фенсток[en], Державний парк Гарріман[en], Державний парк Гудзонського нагір'я[en], Державний парк Стерлінг-Форест[en], Національний природний заповідник Устер-Бей[en], Державний парк Шторм-Кінг[en] та Ліс Блек-Рок[en] в штаті Нью-Йорк;
- Чісапікський державний парк[en], Державний парк Рінгвуд[en], Державний парк Ваваянда[en], Державний ліс Дженні-Джамп[en], Державний ліс Норвін-Грін[en] та Національний природний заповідник Великого болота[en] в штаті Нью-Джерсі;
- Державний парк Евансбург[en], Державний парк Френч-Крік[en], Державний парк Рідлі-Крік[en] та Великий ліс Хоупвелл[en] в штаті Пенсільванія;
- Державний парк річки Патаксент[en], Державний парк Елк-Нек[en] та Державний ліс Елк-Нек[en] в штаті Меріленд;
- Державний парк Вайт-Клей-Крік[en], Державний парк Брендівайн-Крік[en], Державний парк Белв'ю[en], Державний парк долини Оберн[en], Державний парк Алапокас-Ран[en] та Державний парк Фокс-Пойнт[en] в штаті Делавер.